# 영조 기로연·수작연도 병풍
영조 기로연·수작연도 병풍(英祖 耆老宴·受爵宴圖 屛風)은 서울특별시 종로구 서울역사박물관에 있는 조선시대 두 개의 행사장면이 실려 있는 병풍이다. 2007년 10월 24일 대한민국의 보물 제1531호 "영조을유기로연·경현당수작
연도병(英祖乙酉耆老宴·景賢堂受爵宴圖屛)"로 지정되었다.

## 개요
<영조을유기로연·경현당수작연도병>에는 크게 두 개의 행사장면이 실려 있다. 첫 번째 장면에 해당하는 병풍의 제 2·3·4폭에는 을유년(영조 41, 1765) 8월 18일 영조가 왕세손을 데리고 기로소(耆老所)를 방문하여 기로소 내의 영수각(靈壽閣)에서 전배례(展拜禮)를 행하고 그 옆에 위치한 기영관(耆英館)에서 기로신들에게 선온(宣醞: 임금이 신하에게 궁중의 사온서에서 빚은 술을 내리던 일)한 행사가 그려져 있다. 그리고 두 번째 장면인 제5·6·7폭은 그 해 10월 11일 경희궁의 경현당(景賢堂)에서 영조(英祖)의 망팔(望八)을 기념하여 수작례(受爵禮)를 행한 장면을 그린 것이다.
이처럼 하나의 병풍에 2개의 장면을 그린 사례는 매우 드문데, 기로소에서 영조를 접견한 기로신(좌목에 적힌 유척기 등 8명)들이 임금과 함께 자리했던 기로연을 기념하고 그 뒤에 열린 수작연도 함께 경하하는 의미에서 두 장면을 하나의 병풍에 그린 것으로 생각된다.
제1폭에는 영수각에서의 전배례와 기영관에서 선온한 일 등에 대해 이정보가 기록한 서문이 있고 제8폭에는 좌목이 적혀있다.
1765년 8월의 영수각 전배와 기영관 선온을 내용으로 하는 궁중기록화로 장서각 소장의 <친림선온도>와 <영수각송>이 있으나 둘 다 화첩이며 기영관 선온 장면만이 그려진데 반하여, 이 작품은 대폭인데다 1765년 8월의 영수각전배례와 기영관선온, 그리고 1765년 10월의 수작례가 모두 그려져 있어 주목된다. 아울러 그림 수준과 화법 등에서 18세기 궁중회화의 특징을 잘 보여주는 중요한 자료이다.

## 같이 보기
- 조선 영조

## 참고 자료
- 영조 기로연·수작연도 병풍 - 국가유산청 국가유산포털